# Dexter Jackson
Dexter "The Blade" Jackson, född 26 november 1969 i Jacksonville, är en amerikansk professionell kroppsbyggare. Han vann Mr. Olympia 2008.

## Tävlingshistorik

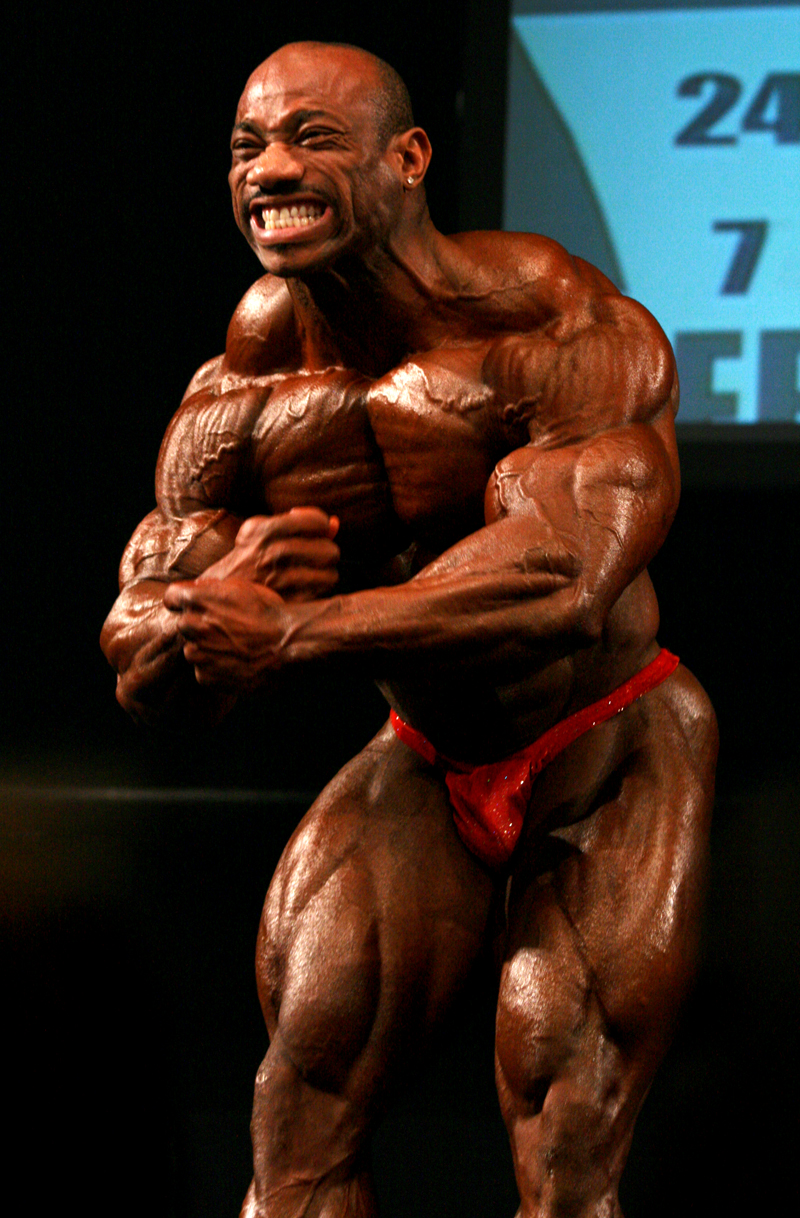
Dexter Jackson at 2008 IFBB Australian Pro Grand Prix VIII.

- 1992 NPC Southern States, Lightweight, 3rd
- 1995 NPC USA Championships, Light-Heavyweight, 1st
- 1996 NPC Nationals, Light-Heavyweight, 6th
- 1998 North American Championships, Light-HeavyWeight, 1st and Overall
- 1999 Arnold Classic, 7th
- 1999 Grand Prix England, 4th
- 1999 Night of Champions, 3rd
- 1999 Mr. Olympia, 9th
- 1999 World Pro Championships, 4th
- 2000 Arnold Classic, 5th
- 2000 Grand Prix Hungary, 2nd
- 2000 Ironman Pro Invitational, 3rd
- 2000 Night of Champions, 8th
- 2000 Mr. Olympia, 9th
- 2000 Toronto Pro Invitational, 2nd
- 2001 Arnold Classic, 5th
- 2001 Grand Prix Australia, 3rd
- 2001 Grand Prix England, 4th
- 2001 Grand Prix Hungary, 3rd
- 2001 Night of Champions, 2nd
- 2001 Mr. Olympia, last
- 2001 Toronto Pro Invitational, 2nd
- 2002 Arnold Classic, 3rd
- 2002 Grand Prix Australia, 2nd
- 2002 Grand Prix Austria, 2nd
- 2002 Grand Prix England, 1st
- 2002 Grand Prix Holland, 3rd
- 2002 Mr. Olympia, 4th
- 2002 San Francisco Pro Invitational, 3rd
- 2002 Show of Strength Pro Championship, 6th
- 2003 Arnold Classic, 4th
- 2003 Maximum Pro Invitational, 3rd
- 2003 Mr. Olympia, 3rd
- 2003 San Francisco Pro Invitational, 3rd
- 2003 Show of Strength Pro Championship, 1st
- 2004 Arnold Classic, 3rd
- 2004 Grand Prix Australia, 1st
- 2004 Ironman Pro Invitational, 1st
- 2004 Mr. Olympia, 4th
- 2004 San Francisco Pro Invitational, 1st
- 2005 Arnold Classic, 1st
- 2005 San Francisco Pro Invitational, 2nd
- 2006 Arnold Classic, 1st
- 2006 Mr. Olympia, 4th
- 2007 Arnold Classic, 2nd
- 2007 Mr. Olympia, 3rd
- 2008 Arnold Classic, 1st
- 2008 IFBB Australian Pro Grand Prix VIII, 1st
- 2008 IFBB New Zealand Grand Prix, 1st
- 2008 IFBB Russian Grand Prix, 1st
- 2008 Mr. Olympia, 1st
- 2009 Mr. Olympia, 3rd
- 2010 Arnold Classic, 4th
- 2010 IFBB Australian Pro Grand Prix, 2nd
- 2010 Mr. Olympia, 4th
- 2011 Flex Pro, 2nd
- 2011 Mr. Olympia, 6th
- 2011 FIBO Pro, 1st
- 2011 Pro Masters World Champion, 1st
- 2012 Arnold Classic, 5th
- 2012 Mr. Olympia, 4th
- 2012 IFBB Masters Olympia, 1st
- 2013 Arnold Classic, 1st
- 2013 IFBB Australian Pro Grand Prix, 1st
- 2013 Mr. Olympia, 5th
- 2013 EVLS Prague Pro, 2nd
- 2013 Tijuana Pro, 1st
- 2014 Mr. Olympia, 5th
- 2014 Arnold Classic Europe, 3rd
- 2014 Dubai Pro, 1st
- 2014 Prague Pro, 2nd
- 2015 Arnold Classic, 1st
- 2015 Arnold Classic Australia, 1st
- 2015 Arnold Classic Europe, 1st
- 2015 Mr. Olympia, 2nd
- 2015 Prague Pro, 1st
- 2016 New York Pro, 1st
- 2016 Arnold Classic South Africa, 1st [2]
- 2016 Mr. Olympia, 3rd
- 2016 Arnold Classic Europe, 1st
- 2016 Prague Pro, 3rd
- 2016 Mr. Olympia Europe, 1st
- 2017 Mr. Olympia, 4th
- 2017 Prague Pro, 3rd
- 2018 Arnold Classic, 2nd
- 2018 IFBB Arnold Classic Australia, 3rd
- 2018 Mr. Olympia, 7th[1]
- 2019 Tampa Pro, 1st[2]
- 2019 Mr. Olympia, 4th[3]
- 2020 Arnold Classic, 2nd[4]
- 2020 Mr. Olympia, 9th[5]